# 아라타촌
아라타촌(新田村)은 오이타현 오노군에 설치되었던 촌이다. 현재의 분고오노시에 해당한다.